# Entada polyphylla

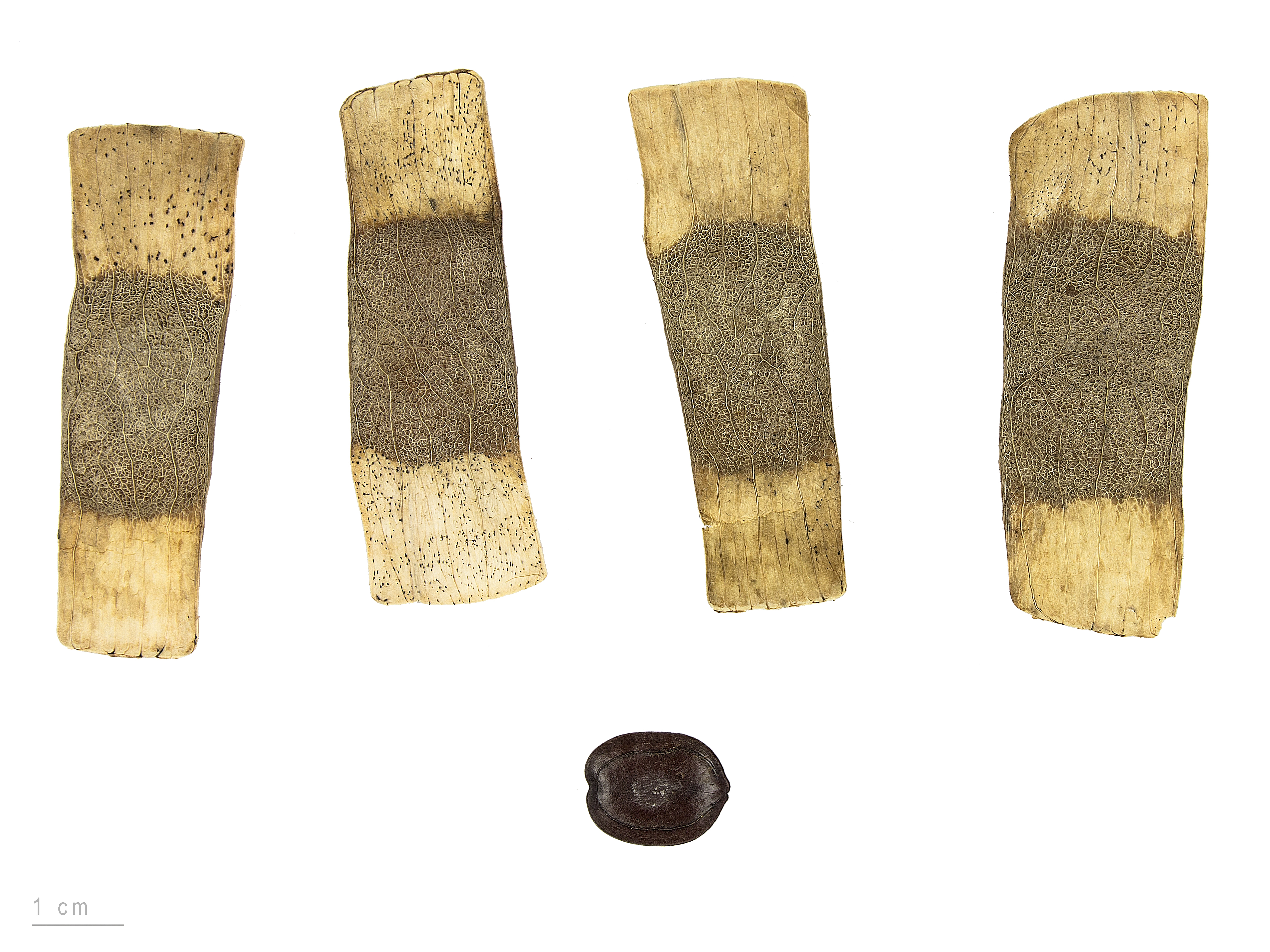
Entada polyphylla

Entada polyphylla är en ärtväxtart som beskrevs av George Bentham. Entada polyphylla ingår i släktet Entada och familjen ärtväxter. Inga underarter finns listade i Catalogue of Life.